# Mantineu
Mantineu, na mitologia grega, foi um dos cinquenta filhos de Licaão, primeiro rei mítico da Arcádia. A cidade de Mantineia foi fundada por Mantineu.
Possivelmente [carece de fontes?], através da sua filha Aglaia, Mantineu se tornaria o avô de Acrísio e Preto.
O lexicógrafo inglês William Smith, em seu Dictionary of Greek and Roman Biography and Mythology, trata Mantineu como dois personagens diferentes: um deles seria o filho de Licaão, e outro o pai de Aglaia. Segundo Pausânias, Licaão, o pai de Mantineu, foi contemporâneo de Cécrope I, rei de Atenas, e Cécrope I, de acordo com o Chronicon, de Jerônimo de Estridão, reinou de 1558 a 1508 a.C., enquanto que Abas, filho de Linceu, casado com Aglaia, reinou de 1383 a 1360 a.C..